# Leonardo Zileri
Leonardo Zileri (Sala Baganza, 3 aprile 1984) è un giocatore di baseball italiano.

## Carriera

### Club
Zileri ha debuttato a 16 anni in Serie A2 con la squadra del Sala Baganza, sua città natale alle porte di Parma. Nel 2004 è passato proprio al club parmigiano, con cui ha disputato nove campionati nella massima serie, vincendo lo scudetto della stella nel 2010 e ricoprendo anche le vesti di capitano al suo ultimo anno di permanenza.
Durante le pause invernali del campionato italiano, in due occasioni è volato per qualche mese all'estero, giocando rispettivamente nella lega colombiana (ai Cardenales de Montería nel 2005-2006) e nella lega australiana (al Victoria Park Belmont nel 2006-2007).
A partire dalla stagione 2013 Zileri è un giocatore del Rimini Baseball dove ha ritrovato il manager Chris Catanoso, che lo aveva già guidato a Parma e in Colombia. Dopo aver vinto lo scudetto 2015 con i riminesi, fa ritorno a Parma a partire dal 2016, dove gioca per altre cinque stagioni.
Dal 2021 milita nuovamente nel Sala Baganza, squadra che nel frattempo era approdata nella massima serie nell'anno dell'unificazione tra Serie A1 e A2.

### Nazionale
Il suo esordio con la Nazionale azzurra è avvenuto nel 2005, durante un tour negli Stati Uniti. Convocato per i Mondiali 2007 e per il World Baseball Classic 2009, nel 2010 è stato costretto a saltare gli Europei a causa di un infortunio, ma non la Coppa Intercontinentale di quell'anno.
Alla fine del 2012 aveva all'attivo 45 presenze con la Nazionale maggiore.

## Palmarès
- Campionati italiani: 2

Parma: 2010
Rimini: 2015
- Coppe Italia: 2

Rimini: 2013, 2014